# Miqueias
Miqueias ou Michaías (em hebraico: מִיכָיְהוּ; romaniz.: Mikhayhu; em latim: Michaeas) é um personagem bíblico, profeta do século VIII a.C., morador de Morasti, na Sefelá em Judá, talvez tenha sido um líder (ancião, heb. zaqen) da comunidade. Atuou em Judá no período de Jotão, Acaz e Ezequias.

## Biografia
Miqueias nasceu em Morasti (Moréshet), uma vila no interior do reino de Judá, a oeste de Hebrom. Por ser de origem camponesa, se assemelha à Amós, com quem compartilha uma aversão às grandes cidades e uma linguagem concreta e franca, nas comparações breves e nos jogos de palavras.Ele exerceu sua atividade entre os reinados de Jotão (Iotâm), Acaz, Ezequias e Manassés, isto é entre 750 e 680 a.C., antes e depois da tomada de Samaria pelos assírios em 721 a.C., tendo sido contemporâneo de Oseias e de Isaías.

## O livro

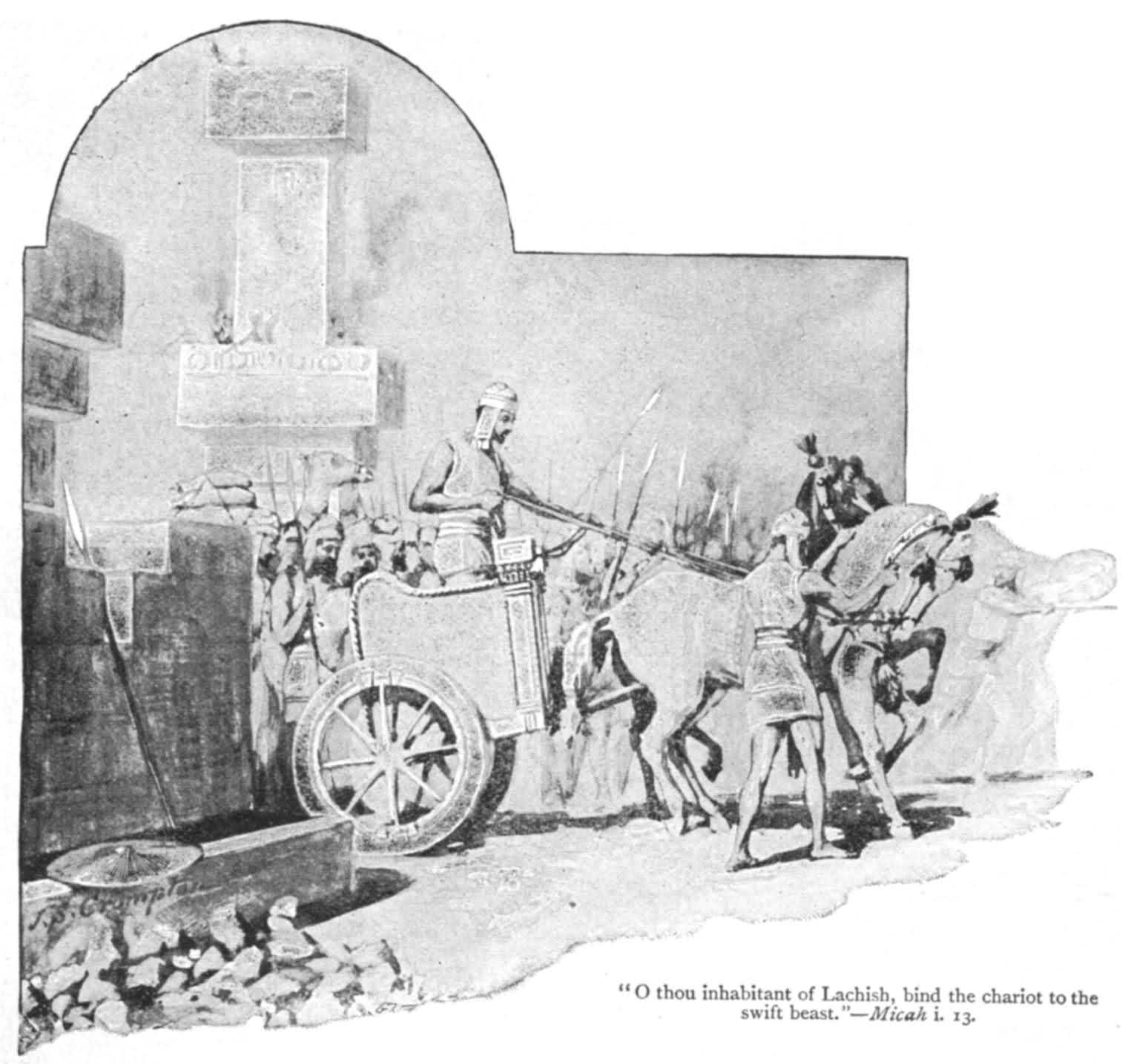
"Atrela o cavalo ao carro, morador de Laquis": Miqueias 1:13

O livro de Miqueias, escrito em hebraico, é de difícil leitura, pois o texto encontra-se corrompido, para tanto os tradutores da Bíblia utilizam-se de guias como as versões em língua grega, síria e copta.
No livro atual de Miqueias existem também promessas e esperanças. Entre elas se destaca o anúncio do surgimento do Messias na pequena cidade de Belém (5:1-3). O Novo Testamento retomará essa profecia e atribuirá ao nascimento de Jesus (cf. Mt 2:6).

## Trechos do livro
'1:7 - Todos os seus ganhos imorais serão consumidos pelo fogo;
2:1 - Aí daqueles que planejam maldade, dos que tramam o mal em suas camas e no alvorecer o executam.
2:2 - Cobiçam terrenos e se apoderam deles; cobiçam casas e as tomam. Fazem violência ao homem e à sua família; a ele e aos seus herdeiros.
2:8 - Mas ultimamente como inimigos vocês atacam o meu povo. Além da túnica, arrancam a capa deles. 
3:1 - Ouçam, vocês que são chefes e governantes da nação. Vocês deveriam conhecer a justiça. Mas odeiam o bem e amam o mal; arrancam a pele do meu povo e a carne dos seus ossos.
6:9-13 - A voz do Senhor está clamando à cidade; é sensato temer o seu nome. Ouçam: Não há na casa do ímpio, o tesouro da impiedade e a medida falsificada, que é maldita? Poderia alguém ser puro com balanças desonestas e pesos falsos? Os ricos que vivem entre vocês são violentos; o seu povo é mentiroso e as suas línguas falam enganosamente. Por isso, eu mesmo os farei sofrer, e os arruinarei por causa dos seus pecados. 
7:2 - Os piedosos desapareceram do país; não há um justo sequer. Todos estão à espreita para derramar sangue; cada um caça seu irmão com uma armadilha. Com as mãos prontas para fazer o mal o governante exige presentes, o juiz aceita suborno, os poderosos impõem o que querem; todos tramam em conjunto.'